# 大靳靳氏家祠
大靳靳氏家祠，位于山东省嘉祥县老僧堂镇，是中华人民共和国山东省省级文物保护单位之一。
2022年，列入第六批山东省文物保护单位，该文物保护单位是一座古建筑。